# Manfred Scheuer

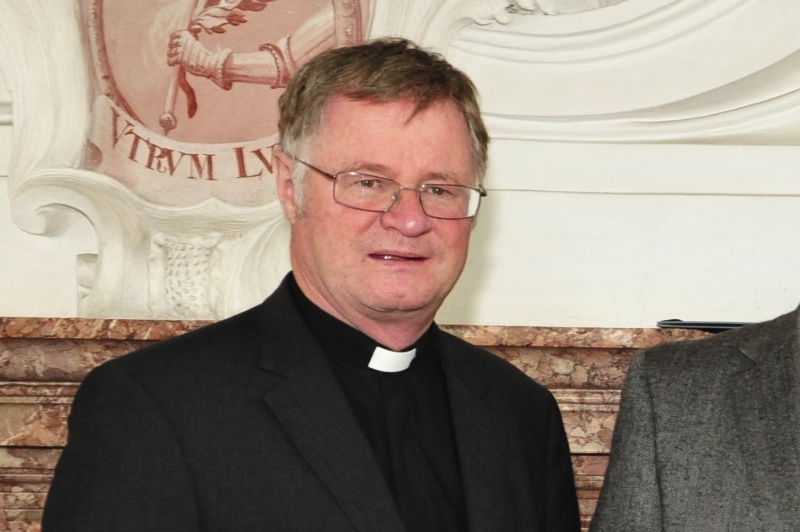
Manfred Scheuer (2016)

Wappen von Manfred Scheuer als Bischof der Diözese Linz

Wappen von Manfred Scheuer als Bischof der Diözese Innsbruck

Manfred Scheuer (* 10. August 1955 in Haibach ob der Donau, Oberösterreich) ist römisch-katholischer Theologe und wurde im November 2015 zum Bischof der Diözese Linz ernannt. Zuvor war er Bischof der Diözese Innsbruck. Er ist stellvertretender Vorsitzender der Österreichischen Bischofskonferenz.

## Leben
Nach der Matura 1974 am Bischöflichen Gymnasium Petrinum studierte er in Linz katholische Theologie und trat in das Priesterseminar ein. Von 1976 bis 1981 setzte er seine Studien an der Päpstlichen Universität Gregoriana in Rom fort. Am 10. Oktober 1980 empfing er in Rom das Sakrament der Priesterweihe. Anschließend wirkte er bis 1985 als Seelsorger in der Diözese Linz. Von 1985 bis 1988 war Scheuer Assistent am Institut für Dogmatik und Ökumene an der Theologischen Fakultät der Albert-Ludwigs-Universität Freiburg, wo er 1988 seine Dissertation vollendete. Von 1988 bis 1996 war Manfred Scheuer Spiritual im Priesterseminar der Diözese Linz.
Nach verschiedenen Lehrtätigkeiten an Hochschulen und Universitäten in Linz, Freiburg, Salzburg und St. Pölten lehrte er ab dem Wintersemester 2000/2001 als ordentlicher Professor für Dogmatik und Dogmengeschichte an der Theologischen Fakultät Trier.
Am 21. Oktober 2003 wurde Manfred Scheuer von Papst Johannes Paul II. zum Diözesanbischof der Diözese Innsbruck ernannt und folgte damit Alois Kothgasser nach, der 2002 zum Erzbischof von Salzburg bestellt wurde. Am 14. Dezember 2003 empfing er die Bischofsweihe durch Alois Kothgasser, Mitkonsekratoren waren Maximilian Aichern OSB, Bischof von Linz, und Reinhold Stecher, emeritierter Bischof von Innsbruck. Sein Wahlspruch spiritus vivificat („Der Geist macht lebendig“) entstammt dem Johannesevangelium (Joh 6,63 ) sowie dem 2. Korintherbrief vor (2 Kor 3,6 ).
In der Österreichischen Bischofskonferenz ist Scheuer derzeit für die Ökumene und Kontakte zum Judentum verantwortlich. Er ist Mitglied der Glaubenskommission und der Theologischen Kommission und des Kontaktkomitees mit den Theologischen Fakultäten sowie zuständig für das Mauthausen Komitee, den Nationalfonds für Opfer des Nationalsozialismus, die Missionsverkehrsarbeitsgemeinschaft/MIVA und das Studentenförderungswerk „Pro Scientia“.
Am 10. Juni 2020 wurde Bischof Manfred Scheuer bei der Sommervollversammlung in Mariazell zum Stellvertretenden Vorsitzenden der Österreichischen Bischofskonferenz gewählt.
Manfred Scheuer hat sich zudem als diözesaner Postulator in Linz für die Seligsprechung von Franz Jägerstätter eingesetzt. In seine Zeit als Innsbrucker Diözesanbischof fielen die Seligsprechungen des von den Nationalsozialisten hingerichteten Innsbrucker Provikars Carl Lampert (1894–1944) und des in Tirol wirkenden Kapuzinerpaters Thomas von Olera (1563–1631).
Mitte 2015 erneuerte Scheuer das von Bischof Reinhold Stecher ausgesprochene Verbot des antijüdischen Kultes um Anderl von Rinn.
Im November 2015 wurde bekannt, dass er Nachfolger von Ludwig Schwarz als Bischof von Linz werden soll. Die Ernennung zum Bischof von Linz durch Papst Franziskus erfolgte am 18. November 2015. Am 17. Jänner 2016 wurde Bischof Manfred Scheuer im Linzer Mariendom in sein Amt eingeführt.
Im Juni 2017 trat er als Präsident von Pax Christi Österreich zurück. Als Grund nannte er einen antisemitischen Vorfall im Mai 2017. Bei einem Auftritt des palästinensischen Botschafters Salah Abdel-Shafi in Linz seien die Schriftstellerin Anna Mitgutsch, Vertreterin der dortigen Israelitischen Kultusgemeinde, und zwei weitere Personen beschimpft worden. Pax Christi hatte israelkritische Standpunkte bezogen, wehrte sich aber gegen Antisemitismusvorwürfe; Kritik an der Politik Israels gegenüber den Palästinensern sei ein Einfordern von Menschenrechtsstandards. Seit 16. Juni 2020 ist Scheuer stellvertretender Vorsitzender der Österreichischen Bischofskonferenz, innerhalb derer er Mitglied der Glaubenskommission ist, sowie sich den Aufgabenfeldern Ökumene und Kontakte zum Judentum, Missionsverkehrsarbeitsgemeinschaft/MIVA, Mauthausen Komitee, Nationalfonds für Opfer des Nationalsozialismus, Pro Scientia widmet.
Im Zuge der von Scheuer umgesetzten Strukturreform der Diözese Linz werden die bisher in der Diözese vorhandenen Dekanate schrittweise als kirchliche Verwaltungseinheit aufgelöst und durch neue (Groß-)Pfarren ersetzt, denen die bisher eigenständigen Pfarren als Pfarrteilgemeinden angehören. Als erste dieser neuen Seelsorgeeinheiten wurden zum 1. Jänner 2023 die Pfarren Braunau, Eferdinger Land, Ennstal, Schärding und Urfahr neu gegründet.

## Positionen (Auswahl)
Im November 2018 befürwortete Scheuer in einem Brief an den Papst, dass neben zölibatären Priestern auch verheiratete Männer zum Priester geweiht werden sollen und Frauen zur Diakonin geweiht werden können.
Bischof Scheuer befürwortet eine Veränderung bei der Zulassung von wiederverheirateten Geschiedenen zur Kommunion und verweist auf die Notwendigkeit von entsprechenden Voraussetzungen. 2011 respondierte Scheuer den medialen Aufruf der Pfarrer-Initiative Österreichs und regte an, ob es nicht „pastoral notwendig sei, Laien auch innerhalb der Eucharistie predigen zu lassen“, eine Option, die das Kirchenrecht unter keinen Umständen vorsieht und von der Österreichischen Bischofskonferenz 2002 reglementiert wurde.  Er sprach sich dafür aus, das „Paket“ der österreichischen Pfarrer-Initiative „aufzuschnüren“, bezeichnete aber manche Forderungen als nicht auf Diözesanebene lösbar.
Im März 2021 befürwortete Scheuer die Segnung gleichgeschlechtlicher Paare.

## Schriften (Auswahl)
Autor
- Der Bischofshof im Visier der NS-Gauleitung. Die Bischöfe von Linz und ihre verfolgten Mitarbeiter des Bischöflichen Ordinariates 1938-1945, Hg von Manfred Scheuer, Klaus Birngruber und Bernhard Zopf, Wagner Verlag, Linz 2019.
- Kraft zum Widerstand. Glaubenszeugen im Nationalsozialismus, Tyrolia Verlag, Innsbruck und Wien 2017.
- Wider den kirchlichen Narzissmus. Ein spirituell-politisches Plädoyer, Tyrolia Innsbruck 2015.
- Selig die keine Gewalt anwenden. Das Zeugnis des Franz Jägerstätter, Tyrolia-Verlag, Innsbruck und Wien 2007.
- Weiter-Gabe. Heilsvermittlung durch Gnadengaben in den Schriftkommentaren des Thomas von Aquin, Echter Verlag, Würzburg 2001.
- Die evangelischen Räte. Strukturprinzip systematischer Theologie bei H.U. von Balthasar, K. Rahner, J.B. Metz und in der Theologie der Befreiung (= Studien zur systematischen und spirituellen Theologie. Nr. 1). Echter, Würzburg 1990, ISBN 3-429-01296-1 (Dissertation an der Albert-Ludwigs-Universität 1989).

Herausgeber
- mit Konstantia Auer: Starke Frauen in der Kirche Tirols, Innsbruck 2008.

- Ge-Denken. Mauthausen/Gusen – Hartheim – St. Radegund, Edition Kirchen-Zeit-Geschichte: Linz 2002.
- mit Dörflinger Bernd / Krieger Gerhard: Wozu Offenbarung? Zur philosophischen und theologischen Begründung von Religion, Schöningh Paderborn 2006.
- mit Hartmann Hinterhuber / Paul van Heyster: Der Mensch in seiner Klage. Anmerkungen aus Theologie und Psychiatrie, Innsbruck 2006.

## Ehrungen und Auszeichnungen
- Ehrenmitglied der K.T.St.V. Alemannia Innsbruck im Mittelschüler-Kartell-Verband (MKV)
- Ehrenmitglied der K.Ö.St.V. Rhaetia-Innsbruck im MKV
- Ehrenmitglied der AV Austria Innsbruck im Österreichischen Cartellverband (ÖCV)
- 2017: Aufnahme in die Bruderschaft von Santa Maria dell’Anima („Animabruderschaft“)